# Cyrtidium naevium
Cyrtidium naevium — вид грибів, що належить до монотипового роду  Cyrtidium.